# Toralf Haag

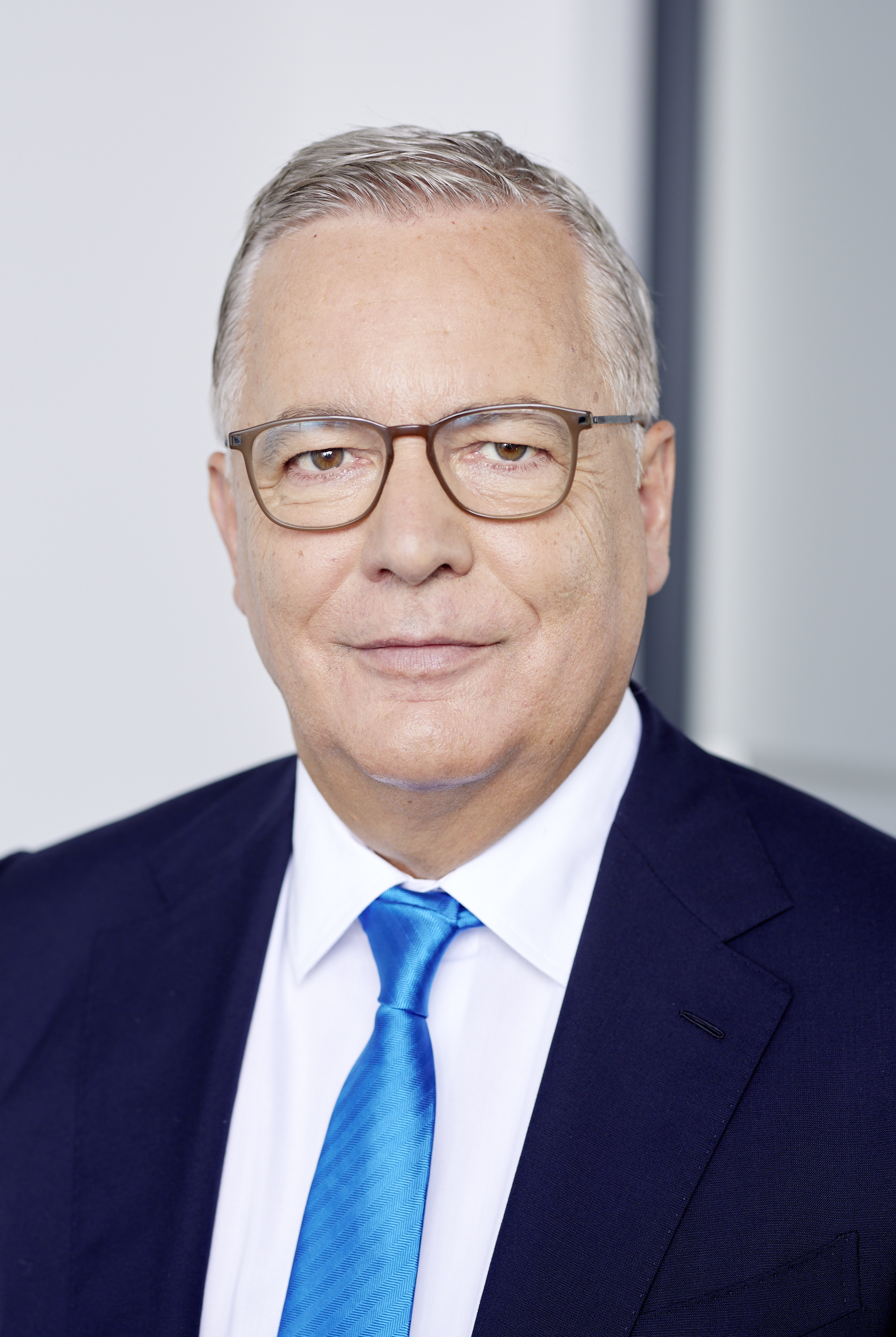
Toralf Haag (2024)

Toralf Haag (* 29. März 1966 in Centralia, Washington) ist ein deutscher Manager.
Nach einem Abschluss als Diplom-Kaufmann an der Universität Augsburg und der Promotion an der Universität Kiel begann Haag 1994 als persönlicher Referent des Vorstandsvorsitzenden der Thyssen Handelsunion AG in Düsseldorf.
Von 1997 bis 1999 war er Director Finance, M&A and Corporate Development bei The Budd Company Detroit, USA, einem Tochterunternehmen von ThyssenKrupp. Im Jahr 2000 wurde er zum CEO der Stamping & Frame Division von The Budd Company Detroit berufen. Von 2002 bis 2005 war Toralf Haag Finanzvorstand bei der Norddeutschen Affinerie AG, heute Aurubis AG, in Hamburg, bevor er 2005 Finanzvorstand des Schweizer Chemie- und Pharmaunternehmens Lonza Group AG wurde. Im Oktober 2016 wechselte Haag nach Heidenheim zum Technologiekonzern Voith und wurde als Mitglied der Geschäftsführung Chef des Ressorts Finanzen und Controlling. Von Oktober 2018 bis Sommer 2024 war Toralf Haag Vorsitzender der Konzerngeschäftsführung der Voith GmbH & Co. KGaA. Seine Bestellung zum Vorstandsvorsitzenden der Aurubis AG erfolgte zum 1. September 2024.
Toralf Haag engagiert sich als Mitglied des Lenkungskreises in der Wissensfabrik – Unternehmen für Deutschland und ist Präsidiumsmitglied des Bundesverbands der Deutschen Industrie.
Er hat drei erwachsene Kinder.